# Мауро дос Сантос
Мауро Хав'єр дос Сантос (нар. 2 серпня 1992, Санто-Томе, Арґентина) — арґентинський футболіст, захисник футбольної команди «Ейбар» з однойменного міста.

## Життєпис
Є вихованцем футбольної школи «ФК Банфілд». Після закінчення навчання він 22 червня 2008-о року провів свій перший виступ за основу команди у грі проти «Рівер Плейт».
Після трьох повних сезонів з арґентинською командою переїхав закордон і уклав професійну угоду з іспанською командою «Реал Мурсія». 21 серпня 2012 року провів свій перший виступ у лізі проти «Кордоби». 29 вересня забив свій перший ґол за команду.
22 липня 2014-о року уклав угоду у відтин часу в один рік з «Альмерією». 23 серпня провів свій перший виступ.
21 липня 2015-о року уклав угоду з «Ейбар». Причиною цьому стало пониження в класі його попередньої команди.